# Heinz Brücher
Heinz Brücher (* 14. Januar 1915 in Darmstadt; † 17. Dezember 1991 auf seiner Farm im Distrikt Mendoza in Argentinien) war ein deutscher Botaniker und Genetiker. Er war in der Zeit des Nationalsozialismus als Mitglied der Forschungsgemeinschaft Deutsches Ahnenerbe sowie als Leiter eines „SS-Sammelkommandos“ ein wichtiger SS-Funktionär.

## Leben
Als Jugendlicher besuchte Heinz Brücher die Volksschule in Erbach (Odenwald) und anschließend die Oberrealschule in Michelstadt. Er hatte als Schüler ein starkes Interesse an Naturwissenschaften, so dass er sich zum Sommersemester 1933 an der Universität Jena zum Studium der Naturwissenschaften, insbesondere Botanik, Zoologie, Vererbungslehre und Anthropologie einschrieb. Er war dort Mitglied im SA-Hochschulamt und trat der Deutschen Akademischen Gildenschaft bei. Zum 1. Juni 1934 trat er der NSDAP bei (Mitgliedsnummer 3.498.152). 1935 wechselte er an die Universität Tübingen, wo er seine in Jena begonnenen Arbeiten über „das Problem der reziprok verschiedenen Art- und Rassenbastarde bei Epilobium (Weidenröschen)“ fortsetzte. Im Jahr 1938 wurde er promoviert und war zunächst am Institut für menschliche Erbforschung und Rassenpolitik an der Medizinischen Fakultät der Friedrich-Schiller-Universität Jena unter Karl Astel tätig. 1940 habilitierte er sich. Danach war er am Kaiser-Wilhelm-Institut für Züchtungsforschung in Müncheberg bei Berlin tätig.
1943 wurde Brücher von Heinrich Himmler zu dessen persönlichem Stab rekrutiert und am 1. November 1943 auf Himmlers Befehl als Leiter des neu errichteten Ahnenerbe-Instituts für Pflanzengenetik, SS-Versuchsgut in Lannach bei Graz, bestellt. 1944 wurde er zum SS-Untersturmführer ernannt und. 1945 wurde er von Himmler mit dem Kriegsverdienstkreuz II. Klasse mit Schwertern ausgezeichnet.
Nach dem Zweiten Weltkrieg wanderte Brücher über Schweden nach Argentinien aus und erhielt dort 1948 eine Professur für Genetik und Botanik an der Universität Tucumán. Als Dozent war er später in Mendoza und Buenos Aires (Argentinien), in Asunción (Paraguay) sowie 1965 in Caracas (Venezuela) tätig. Später war er Direktor eines Entwicklungsprojekts für tropische Saatzucht in Trinidad sowie als UNESCO-Berater für Biologie tätig.
Er war mit einer Schwedin aus Göteborg, Ollie Berglund, verheiratet. 
Am 17. Dezember 1991 wurde er auf seiner Farm Condorhuasi im Distrikt Mendoza ermordet. Brücher hatte sich dort stark gegen den Koka-Anbau engagiert.

## Wirken
Von Heinrich Himmler als Führer eines SS-Sammelkommandos autorisiert, unternahm Brücher ab Juni 1943 verschiedene Sammelreisen in die besetzten Gebiete Osteuropas. Sein Auftrag war es, genetisches Material von ex situ erhaltenen Pflanzen in der Ukraine und der Krim zu sichern. Ebenfalls 1943 konstatierte Brücher, dass die Eroberung der „Ostgebiete“ Deutschland die geographische Kontrolle über Gebiete von botanisch beziehungsweise pflanzenzüchterisch hoher Wichtigkeit erbracht habe, wichtig für die gegenwärtige und zukünftige Sicherung der Versorgung der deutschen Bevölkerung mit Nahrungsmitteln. In verschiedenen Aktionen sicherte Brücher für seine Auftraggeber das begehrte Material, indem er aus den von Nikolai Iwanowitsch Wawilow aufgebauten russischen Zuchtstationen die wissenschaftlichen Aufzeichnungen sowie Saatgut-Proben aus den angeschlossenen Pflanzensamenbanken erbeutete.

## Schriften (Auswahl)
- Ernst Haeckels Bluts- und Geisteserbe. Eine kulturbiologische Monographie. J. F. Lehmanns Verlag, München 1936, DNB 572538804. (Inhaltsverzeichnis)
- Über den Einfluß des Genoms auf die reziproken Verschiedenheiten bei Rassenkreuzungen von Epilobium hirsutum. Weida i. Thür. 1938, DNB 571871674 (Tübingen, Naturwiss. Diss.,1938).
- Tropische Nutzpflanzen. Verlag Springer, Berlin, Heidelberg, New York. 1977.